# ژابینگتس (شهرستان پیاسچنو)
ژابینگتس (به لهستانی:  Żabieniec) یک روستا در لهستان است که در گمینا پیاسچنو واقع شده‌است.